# Mitospora
Las mitosporas, son esporas originadas por mitosis y se considera una modalidad de reproducción asexual en vegetales, y es típica en hongos, musgos, helechos y líquenes. Algunas se mueven por medio de cilios o flagelos, mientras que otras son dispersadas pasivamente por el agua, el viento o los animales.
La formación de estas esporas puede tener lugar externamente, o en el interior de unos órganos especiales de la planta denominados esporangios.
Cada Espora consta de una sola célula protegída por una gruesa envoltura que le permite resistir condiciones ambientales desfavorables. Cuando estas condiciones son buenas, la envoltura se desgarra y la célula contenida su interior, empieza a germinar dando lugar a una nueva planta.
- Datos: Q1451834